# نظارة ذكية

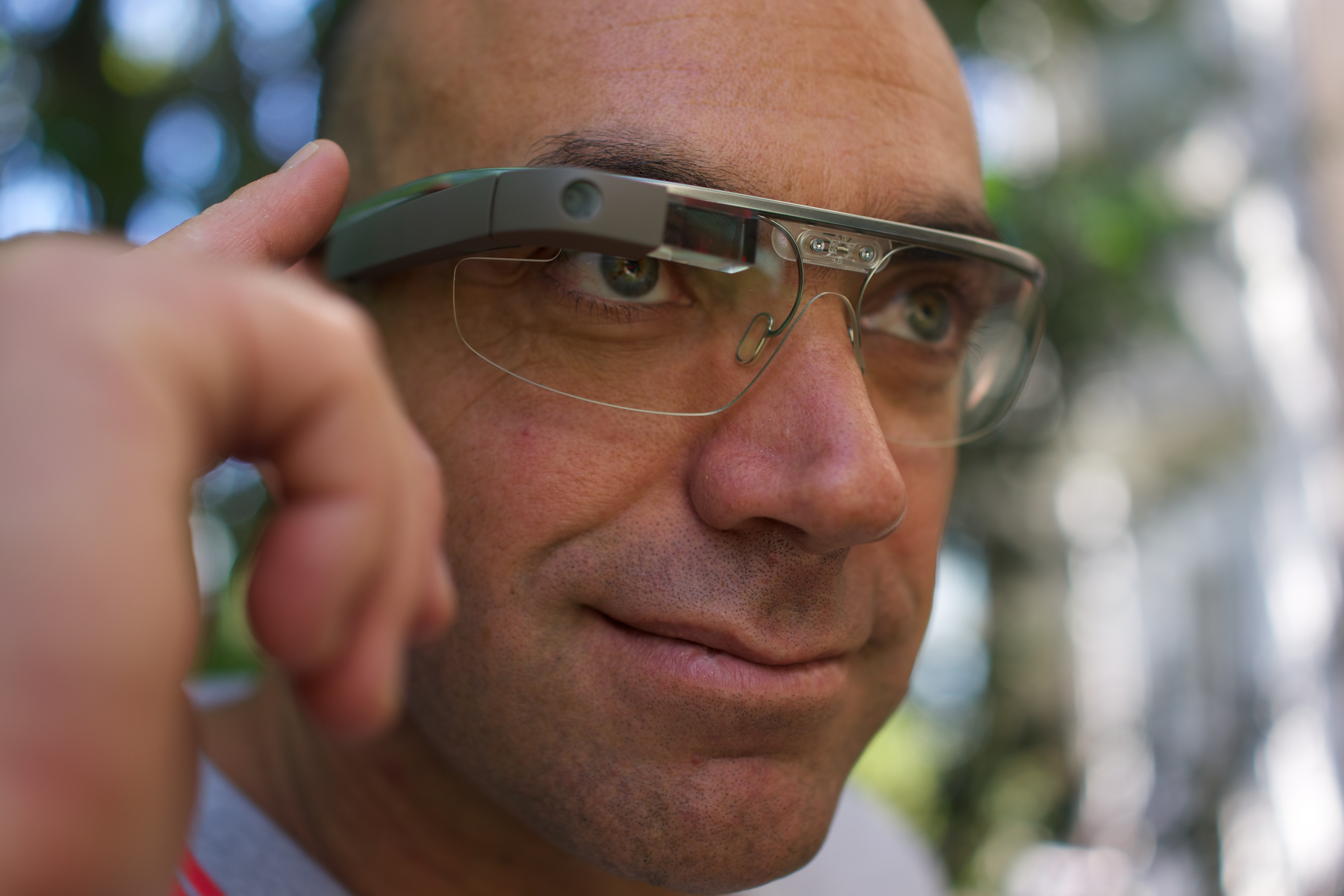
إستخدام لوحة اللمس المدمجة على جوانب نظارة (2013 Google Glass) وذلك للاتصال بهاتف المستخدم بإستخدام تقنية البلوتوث.

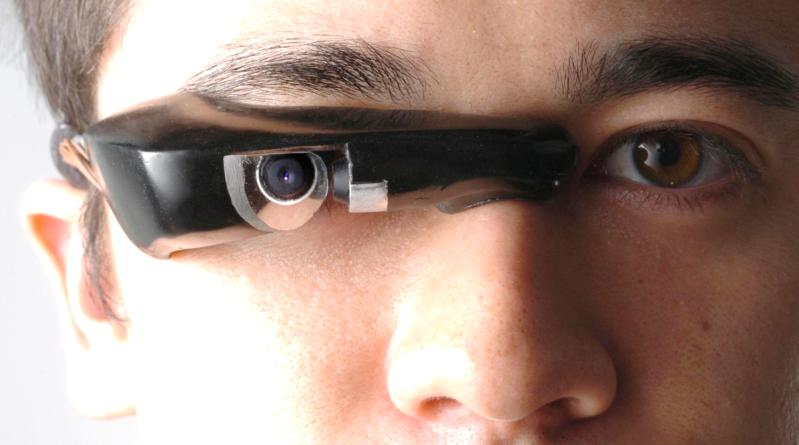
رجل يرتدي نظارة (1998 EyeTap) المصنوعة من زجاجات نظر رقمية.

النظارات الذكية هي نظارات تحتوي على زجاجات حاسوبية يمكن ارتداؤها، والتي من شأنها أيضاً بأن تضيف معلومات للشخص المرتدي لهذه النظارة. يتم تعريف النظارات الذكية في بعض الأحيان بأنها نظارات حاسوبية يمكن ارتداؤها بحيث تكون قادرة على تغيير خصائصها البصرية في وقت التشغيل. تعتبر النظارات الشمسية الذكية المبرمجة لتغيير الألوان بالوسائل الإلكترونية مثالاً على النوع الأخير من النظارات الذكية. يتم تحقيق المعلومات المتراكبة على مجال الرؤية من خلال عرض بصري مثبت على الرأس يُعرف بـ (OHMD) أو نظارات لاسلكية مدمجة مع شاشة شفافة في الرأس تُعرف بـ (HUD) أو تراكب للواقع المعزز أو مايمسى (AR) حيث أنها تتمتع بقدرة على عكس الصور الرقمية وكذلك القدرة على السماح للمستخدم نفسه لمعرفة مايدور من خلال تلك الصور، أو لتحسين الرؤية للمستخدم.
في حين أن الموديلات المبكرة من الأنواع الذكية من النظارات يمكنها أداء المهام الأساسية مثل العمل كواجهة أمامية لنظام عن بعد، كما هو الحال في النظارات الذكية السابقة التي تستخدم التكنولوجيا الخلوية أو Wi-Fi ، فإن النظارات الذكية الحديثة هي أجهزة حاسوبية يمكن ارتداؤها بفعالية ويمكنها تشغيل هاتف محمول قائم بذاته على التطبيقات. البعض من هذه النظارات تكون غير يدوية حيث أنه يمكنها التواصل عبر الإنترنت وذلك من خلال أوامر صوتية بلغة طبيعية، بينما يستخدم البعض الآخر أزارير اللمس.
مثل أي جهاز حاسوبي آخر، قد تجمع النظارات الذكية هذه المعلومات من أجهزة استشعار داخلية أو خارجية، وقد تتحكم أو تسترجع البيانات من أدوات أو أجهزة حاسب أخرى أيضاً. تدعم هذه النظارات الذكية أبرز التقنيات اللاسلكية مثل Bluetooth وWi-Fi وGPS . في حين أن عدداً قليل من الإصدارات يعمل على أنظمة التشغيل الخاصة بالأجهزة المحمولة، الا انه توجد ميزات اضافية أخرى ايضاً في هذه الاصدارات مثل العمل كمشغلات وسائط محمولة لإرسال ملفات الصوت والفيديو إلى المستخدم عبر سماعات رأس Bluetooth أو WiFi. تتميز بعض الطرازات من النظارات الذكية أيضاً بقدرة كاملة على التحكم في تسجيل أنشطة الفرد الشخصية الحياتية وتعقب النشاط.
قد تحتوي هذه الأجهزة الذكية أيضاً على جميع ميزات الهاتف الذكي. البعض أيضاً يعمل على ميزات وظائف تعقب النشاط (المعروف أيضًا باسم «تعقب اللياقة البدنية») كما هو موضح في بعض ساعات GPS.

## الميزات والتطبيقات
كما هو الحال مع أجهزة تتبع الأنشطة الحياتية أو الأنشطة الرياضية الأخرى، يمكن استخدام وحدات التتبع GPS والكاميرا الرقمية لبعض النظارات الذكية لتسجيل البيانات المؤرخة والمهمة. على سبيل المثال، بعد الانتهاء من التمرين الرياضي، يمكن تحميل البيانات على جهاز حاسوبي أو عبر الإنترنت لإنشاء سجل لأنشطة التمرين لأغراض التحليل. يمكن لبعض الساعات الذكية أن تكون بمثابة أجهزة ملاحة GPS كاملة، حيث تعرض الخرائط والإحداثيات الحالية. يمكن للمستخدمين «تحديد» موقعهم الحالي ثم تعديل اسم الإدخال والإحداثيات، مما يتيح التنقل إلى هذه الإحداثيات الجديدة.
على الرغم من أن بعض طرازات النظارات الذكية المصنعة في القرن الحادي والعشرين تعمل بشكل كامل كمنتجات قائمة بذاتها، إلا أن معظم الشركات المصنعة توصي أو حتى تطلب من المستهلكين شراء أجهزة الهاتف المحمول التي تعمل على نظام التشغيل نفسه بحيث يمكن مزامنة الجهازين معاً من أجل الحصول على وظائف إضافية ومحسنة. يمكن للنظارات الذكية أن تعمل كملحق، لعرض الرأس (HUD) أو التحكم عن بعد بالهاتف وتنبيه المستخدم إلى بيانات الاتصال مثل المكالمات والرسائل النصية القصيرة ورسائل البريد الإلكتروني ودعوات ومواعيد التقويم.

### تطبيقات الأمن
يمكن استخدام النظارات الذكية مثل الكاميرا للجسم. في عام 2018، كانت الشرطة الصينية في تشنغتشو وبكين تستخدم النظارات الذكية لالتقاط صور تتم مقارنتها مع قاعدة بيانات حكومية تستخدم أنظمة التعرف على الوجه لتحديد المشتبه بهم، واسترداد العناوين، وتتبع الأشخاص الذين ينتقلون خارج مناطقهم الأصلية.

### تطبيقات الرعاية الصحية
وقد تم اقتراح العديد من الأدلة على مفهوم نظارات جوجل في مجال الرعاية الصحية. في يوليو 2013، بدأ Lucien Engelen البحث عن قابلية استخدام Google Glass وتأثيرها في الرعاية الصحية. يشارك إنجلين ، الذي يوجد مقره في جامعة Singularity وأوروبا في المركز الطبي لجامعة Radboud ،  في برنامج Glass Explorer.
النتائج الرئيسية لأبحاث إنجلين شملت:
1. يمكن استخدام جودة الصور والفيديو للحصول على الرعاية الصحية، والمراجعات، والاستشارات عن بُعد. يجب إمالة الكاميرا بزاوية مختلفة [27] لمعظم الإجراءات الجراحية
2. الاستشارة عن بُعد ممكنة - اعتماداً على عرض النطاق الترددي المتوفر - أثناء الإجراءات الجراحية.[28]
3. يجب إضافة عامل استقراري إلى وظيفة الفيديو لمنع الانتقال المتقطع عندما ينظر الجراح إلى الشاشات أو الزملاء.
4. يمكن إطالة عمر البطارية بسهولة باستخدام بطارية خارجية.
5. يلزم التحكم في الجهاز و / أو البرامج من جهاز آخر لبعض الميزات بسبب وجود بيئة معقمة.
6. عرض النص إلى كلام («الملاحظات» إلى Evernote)، معدل تصحيح بنسبة 60 في المئة، دون إضافة قاموس المرادفات الطبية.
7. قد يكون البروتوكول أو قائمة التحقق المعروضة على شاشة Google Glass مفيدة أثناء الإجراءات.

عرض الدكتور Phil Haslam والدكتور Sebastian Mafeld أول مفهوم لـ Google Glass في مجال الأشعة التداخلية. لقد أظهروا الطريقة التي يمكن بها لمفهوم Google Glass مساعدة خزعة الكبد والناسور، وذكروا أن Google Glass لديه القدرة على تحسين سلامة المرضى وراحة المشغل وكفاءة الإجراء في مجال الأشعة التداخلية. في يونيو 2013، كان الجراح الدكتور رافائيل غروسمان أول شخص يقوم بإدراج واستخدام Google Glass في غرفة العمليات، عندما ارتدى الجهاز أثناء عملية استئصال المعدة بالمنظار عن طريق الجلد. في أغسطس 2013، تم استخدام Google Glass أيضاً في مركز Wexner الطبي بجامعة ولاية أوهايو. استخدم الجراح الدكتور كريستوفر كايدنج Google Glass للتشاور مع زميل له في منطقة بعيدة من كولومبوس ، أوهايو. كما لاحظ مجموعة من الطلاب في كلية الطب بجامعة ولاية أوهايو العملية على أجهزة الحاسب المحمولة الخاصة بهم. وفقاً لهذا الإجراء، صرح كايدنج قائلاً: «لكي أكون أميناً، بمجرد خضوعنا للجراحة، كنت في غالب الوقت ناسياً لوجود هذا الجهاز، لقد بدأ لي الأمر بسيطاً جداً ويتناسب ويتكيف بسهولة.» 
في 16 تشرين الثاني (نوفمبر) 2013، في سانتياغو دي تشيلي، أجرى فريق بقيادة د.جن أنطونيو مارينو أول جراحة تقويمية بمساعدة Google Glass في أمريكا اللاتينية، وقد تفاعل الفريق وعمل مع الملاحة ذات ثلاثية الأبعاد في وقت واحد. تمت مقابلة الفريق الجراحي بواسطة إذاعة ADN  وصحيفة LUN. في يناير 2014، أجرى جراح العظام الهندي سيلين جي باريخ جراحة القدم والكاحل باستخدام Google Glass في جايبور، والتي تم بثها مباشرة على موقع جوجل عبر الإنترنت. أجريت العملية الجراحية خلال مؤتمر سنوي هندي لمدة ثلاثة أيام حضره فريق من الخبراء من الولايات المتحدة وشارك في تنظيمه آشيش شارما. قال شارما إن Google Glass تسمح بالنظر إلى الأشعة السينية أو التصوير بالرنين المغناطيسي دون أن تغض الطرف عن المريض وتسمح للطبيب بالتواصل مع أسرة المريض أو أصدقائه أثناء العملية.

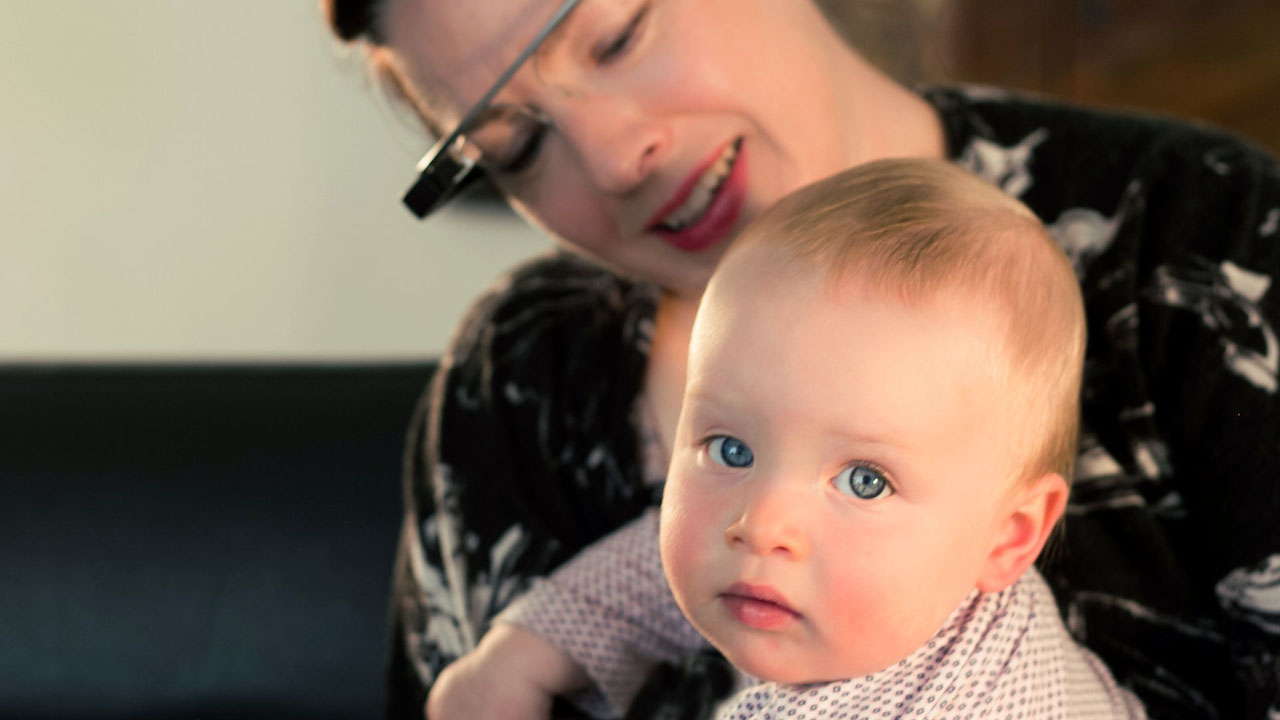
حواء الطفل مع جورجيا لمشروع دعم الرضاعة الطبيعية

في أستراليا، خلال شهر كانون الثاني (يناير) 2014، تعاونت شركة Small World Social في ملبورن مع الجمعية الأسترالية للرضاعة الطبيعية لإنشاء أول تطبيق Google Glass للرضاعة الطبيعية للأمهات الجدد. يسمح التطبيق، المسمى بـ Google Glass للرضاعة الطبيعية التجريبية للأمهات بتمريض أطفالهم أثناء عرض الإرشادات المتعلقة بمشكلات الإرضاع الطبيعية الشائعة (الإغلاق، أو الوضع، إلخ) أو الاتصال بمستشار الرضاعة عبر Google Hangout ، والذي يمكنه عرض المشكلة من خلال كاميرا جوجل. اختتمت التجربة بنجاح في ملبورن في أبريل 2014، وكان 100 ٪ من المشاركين يرضعون بثقة.

## أنواع العرض
وقد وجدت تقنيات مختلفة في HMDS. يمكن تلخيص معظم هذه التقنيات في فئتين رئيسيتين هما: «مرآة منحنية» ومقرها "Waveguide" أو «دليل الضوء». تم استخدام تقنية النسخ المتطابق في EyeTaps ، بواسطة Meta في Meta 1 ، و Vuzix في منتج Star 1200 ، وOlympus ، و Laster Technologies .
أيضاً، تواجدت تقنيات «الدليل الموجي» المختلفة لبعض الوقت، حيث تشمل هذه التقنيات بصريات الحيود والبصريات الثلاثية الأبعاد والبصريات المستقطبة والبصريات العاكسة والإسقاط:
- الدليل الموجي: عناصر مائلة، تقنية نوكيا مرخصة الآن لشركة Vuzix.
- الدليل الموجي المجسم - ثلاث عناصر بصرية ثلاثية الأبعاد (HOE) محصورة معاً (RGB). تستخدمها سوني وكونيكا مينولتا.
- الدليل الموجي العاكس: دليل إضاءة سميك مع مرآة شبه عاكسة واحدة. يتم استخدام هذه التقنية من قبل إبسون في منتجها Moverio.
- عرض شبكية العين الافتراضي (VRD) - المعروف أيضاً باسم عرض فحص شبكية العين (RSD) أو بروجيكتور شبكية العين (RP)، هو عبارة عن تقنية عرض ترسم شاشة نقطية (مثل التلفزيون) مباشرةً على شبكية العين - تم تطويرها بواسطة MicroVision ، Inc .
- تستخدم Technical Illusions castAR تقنية مختلفة مع الزجاج الواضح، وتحتوي النظارات على جهاز عرض، ويتم إرجاع الصورة إلى العين بسطح عاكس.

## النظارات الشمسية الذكية
تستخدم النظارات الشمسية الذكية القادرة على تغيير خصائص تصفية الضوء في وقت التشغيل تقنية البلورات السائلة بشكل عام. مع تغير ظروف الإضاءة، على سبيل المثال، عندما ينتقل المستخدم من الداخل إلى الخارج، تتغير نسبة السطوع أيضاً ويمكن أن تتسبب في ضعف البصر غير المرغوب فيه. حل جذاب للتغلب على هذه المشكلة هو بدمج المصفيات (الفلاتر) الرقيقة في النظارات الشمسية الذكية التي تتحكم في كمية الضوء المحيط للوصول إلى العين. يعد PolarView  من LC-Tec أحد المكونات المبتكرة القائمة على الكريستال السائل للاستخدام في عدسات النظارات الشمسية الذكية. يوفر PolarView سهولة التحكم في الرؤية، مع ضبط مستويات الرؤية بواسطة جهد محرك الأقراص المطبق.
هناك نوع آخر من النظارات الشمسية الذكية يستخدم مصفيات أو «مرشحات» الاستقطاب التكيفي (ADF). يمكن للنظارات الشمسية الذكية من نوع ADF تغيير خصائص مصفيات الاستقطاب في وقت التشغيل. على سبيل المثال، يمكن أن تتغير النظارات الشمسية الذكية من نوع ADF من تصفية الاستقطاب الأفقي إلى تصفية الاستقطاب العمودي بلمسة زر واحدة.
يمكن تصنيع عدسات النظارات الشمسية الذكية من خلايا تكيفية متعددة، وبالتالي فإن الأجزاء المختلفة من العدسة يمكن أن تظهر خواصاً بصرية مختلفة. على سبيل المثال، يمكن تكوين الجزء العلوي من العدسة إلكترونياً بحيث يكون لها خصائص تصفية استقطاب مختلفة وعتامة مختلفة عن الجزء السفلي من العدسة.

## مدخلات التحكم في واجهة الحاسب البشرية (HCI)
لا يتم تصميم شاشات العرض المثبتة على الرأس لتكون محطات عمل، ولا تدعم أجهزة الإدخال التقليدية مثل لوحة المفاتيح والماوس مفهوم النظارات الذكية. بدلاً من ذلك، يجب أن تكون مدخلات التحكم في واجهة الحاسب البشرية Human Computer Interface (HCI) هي الأساليب التي تسمح بالتنقل و / أو الاستخدام بدون استخدام اليدين كمرشحين جيدين، على سبيل المثال:
- لوحة اللمس أو الأزرار
- الأجهزة المتوافقة (مثل الهواتف الذكية أو وحدة التحكم) للتحكم عن بعد
- التعرف على الكلام
- التعرف على الإيماءات [41]
- تتبع العين
- واجهة الدماغ الحاسوبية

## منتجات بارزة

### نظارات جاري تطويرها
- برنامج AMA Xperteye - تطبيقات الجوال المتقدمة (AMA Studios) لواجهة النظارات الذكية القابلة للتخصيص خارج النطاق [42]
- bg (ما وراء النظارات) من شركة Meganesuper Co. Ltd. - شاشة يمكن ارتداؤها قابلة للضبط مما يمكن تركيبها على النظارات الطبية العادية [43]
- castAR من Technical Illusions - جهاز AR يمكن ارتداؤه للألعاب.
- نظارة ذكية مزودة بتقنية اللمس الصوتي تعزز بشكل كبير قدرة الأفراد المكفوفين أو ضعاف البصر على التعرف على الأشياء والوصول إليها ،تعاون جامعة سيدني مع شركة ARIA Research.[44]

### نظارات مطورة حالياً
- Airscouter : عرض شبكي افتراضي من إنتاج Brother Industries [45][46]
- Epiphany Eyewear: نظارات ذكية تم تطويرها من قبل Vergence Labs ، وهي شركة تابعة لـ Snap Inc [47]
- إبسون Moverio BT-300 و Moverio Pro BT-2000/2200: نظارة الواقع المعزز من إبسون.[48]
- Everysight Raptor : نظارات ذكية لراكبي الدراجات.
- EyeTap : كاميرا مثبتة على العين وشاشة عرض برأس (HUD).
- Golden-i Infinity : شاشة ذكية يمكن ارتداؤها لأجهزة تستضيف Android أو Win10.
- Google Glass : شاشة عرض محمولة على الرأس.
- Iristick.Z1 : نظارات السلامة الذكية الصناعية المصنعة من قبل Iristick في أنتويرب (بلجيكا).[49]
- قفزة سحرية [50]
- Microsoft HoloLens : زوج من النظارات الذكية الواقعية المختلطة مع عرض ثلاثي الأبعاد عالي الدقة مثبت على الرأس وصوت موقعي تم تطويرهما وتصنيعهما بواسطة Microsoft ، باستخدام نظام التشغيل Windows Holographic .
- Pivothead SMART : «تقنية جاهزة للتطبيق البسيط المعياري»، التي صدرت في أكتوبر 2014 [51]
- SixthSense : جهاز AR يمكن ارتداؤه.
- Spectacles : نظارات شمسية مع كاميرا مدمجة يمكن ارتداؤها بواسطة Snap Inc.
- Vuzix : نظارات الواقع المعزز للألعاب ثلاثية الأبعاد والتدريب على التصنيع والتطبيقات العسكرية.

### نظارات متوقفة
- Looxcie : كاميرا فيديو «بث على الأذن» [52]

## The 2010s

### 2012
- في 17 أبريل 2012، صرح الرئيس التنفيذي لشركة Oakley Colin Baden بأن الشركة تعمل على طريقة لعرض المعلومات مباشرة على العدسات منذ عام 1997، ولديها 600 براءة اختراع يتعلق بالتقنية، والعديد منها ينطبق على المواصفات البصرية.[53]
- في 18 يونيو 2012، أعلنت Canon عن نظام MR (Mixed Reality) الذي يدمج الكائنات الافتراضية في وقت واحد مع العالم الحقيقي على نطاق واسع ثلاثي الأبعاد. بخلاف Google Glass ، فإن نظام MR مخصص للاستخدام الاحترافي مع تحديد سعر لسماعات الرأس والنظام المصاحب هو 125000 دولار، مع 25000 دولار في الصيانة السنوية المتوقعة.[54]

### 2013
- في MWC 2013، قدمت الشركة اليابانية Brilliant Service نظام التشغيل Viking OS ، وهو نظام تشغيل خاص بـ HMD تم كتابته في Objective-C ويعتمد على التحكم بالإيماءات كشكل أساسي من أشكال المدخلات. يشتمل على نظام للتعرف على الوجه وتم عرضه على نسخة مُجددة من نظارات Vuzix STAR 1200XL (4,999 دولاراً) وهذا النظام يجمع ما بين كاميرا RGB وكاميرا PMD CamBoard.[55]
- في Maker Faire 2013، كشفت شركة Technical Illusions عن نظارات الواقع المعزز من CastAR والتي تم تجهيزها بشكل جيد لتجربة AR، حيث أنها تعمل على مصابيح LED بالأشعة تحت الحمراء على السطح، وتعمل على اكتشاف حركة عصا الأشعة تحت الحمراء التفاعلية، وتستخدم مجموعة من الملفات في قاعدتها للكشف عن تفاعل الكائنات. تستخدم هذه النظارات جهاز عرض مزدوج بمعدل إطار 120 هرتز وشاشة عاكسة توفر صورة ثلاثية الأبعاد يمكن رؤيتها من جميع الاتجاهات من قبل المستخدم. تم دمج الكاميرا الموجودة فوق نظارات النموذج الأولي للكشف عن الموقع، وبالتالي فإن الصورة الافتراضية تتغير عندما يقوم المستخدم بالحركة أو المشي حول السطح.[56]
- في مؤتمر D11 2013، كشفت شركة Atheer Labs للشركات الناشئة عن نموذج نظارة الواقع المعزز ثلاثي الأبعاد. يتضمن النموذج الأولي عدسة مجهرية، دعم صور ثلاثية الأبعاد، بطارية قابلة للشحن، WiFi ، Bluetooth 4.0، مقياس التسارع، الدوران و IR. يمكن للمستخدم التفاعل مع الجهاز عن طريق الأوامر الصوتية والكاميرا المثبتة، بحيث أنها تسمح للمستخدمين بالتفاعل بشكل طبيعي مع الجهاز والإيماءات.[57]

### 2014
- استخدم كل من Orlando Magic و Indiana Pacers وفرق NBA الأخرى Google Glass على منصة CrowdOptic لتعزيز تجربة المشجعين داخل اللعبة.[58]
- أصبح قسم الطوارئ بمستشفى رود آيلاند (Rhode Island) أول قسم للطوارئ يجرب تطبيقات Google Glass.[59]

### 2018
- اعلنت شركة Intel عن Vaunt ، وهي مجموعة من النظارات الذكية المصممة لتظهر مثل النظارات التقليدية ويتم عرضها فقط باستخدام الإسقاط الشبكي .[60]

## هيكلية السوق
تم التقدير من شركة Analytics IHS أن شحنات النظارات الذكية قد ترتفع من 50000 وحدة فقط في عام 2012 إلى 6.6 مليون وحدة في عام 2016. وفقاً لبحث تم تطبيقه على أكثر من 4600 من البالغين الأمريكيين، والذي تم إجراءه من قبل شركة Forrester Research ، حوالي 12 بالمائة من الأفراد هم مهيئون وعلى استعداد تام لارتداء نظارات Google Glass أو أجهزة أخرى مماثلة إذا كانت تقدم خدمة تثير اهتمامهم. تتوقع مؤسسة BI Intelligence من Business Insider مبيعات سنوية تبلغ 21 مليون وحدة من Google Glass بحلول عام 2018. ومن المتوقع أيضاً أن تقوم كل من Samsung وMicrosoft بتطوير إصدارهما الخاص من Google Glass في غضون ستة أشهر بسعر يتراوح من 200 دولار إلى 500 دولار.
قامت شركة سامسونج بشراء عدسات من شركة Lumus ، وهي شركة مقرها في إسرائيل. يقول مصدر آخر إن Microsoft تتفاوض مع Vuzix. في عام 2006، قدمت شركة Apple براءة اختراع لجهاز HMD الخاص بها. في يوليو 2013، صرح مؤسس APX Labs والرئيس التنفيذي لشركة Brian Ballard أنه يعرف ما بين 25 إلى 30 شركة أجهزة تعمل على إصداراتها الخاصة من النظارات الذكية، والتي تعمل بشراكة مع APX.
في الواقع، لم يتم شحن سوى حوالي 150 ألف نظارة AR إلى العملاء من جميع أنحاء العالم في عام 2016 على الرغم من الرأي القوي لكبار المديرين التنفيذيين لشركات التقنية الرائدة الذين أدخلوا تقنيات AR في حياتنا. يحدد هذا بعض القيود الفنية الخطيرة التي تمنع الشركات المصنعة الأصلية من تقديم منتج من شأنه أن يوازن بين الوظائف ورغبة العملاء في عدم ارتداء جهاز ضخم للوجه / الرأس. يمكن أن يكون الحل هو نقل البطارية والطاقة المعالجة والاتصال من إطار نظارات AR إلى جهاز خارجي متصل بالأسلاك مثل قلادة ذكية. قد يسمح ذلك بتطوير نظارات AR كعرض فقط - ، «رخيص وأنيق».

## الاستقبال العام للاستخدام التجاري

### الاستقبال الهام
في نوفمبر 2012، حصلت Google Glass على تقدير من مجلة تايم باعتبارها واحدة من "أفضل اختراعات لعام 2012"، إلى جانب الاختراعات مثل Curiosity Rover. بعد زيارة قام بها رئيس شركة جوجل إريك شميت إلى جامعة كامبريدج في فبراير 2013، أشاد أستاذ وبروفسور كلية "ولفسون"  (جون نوتون) بـ Google Glass وقارن هذا الاختراع بإنجازات الالرائد في في عالم الأجهزة والشبكات دوغلاس إنجلبارت. كتب نوتون أن إنجلبارت يعتقد أن الأجهزة يجب ويفترض أن تفعل كل شيء بإتقان، وبالتالي وفي الجهة المقابلة، يستطيع البشر أن يفعلوا أفضل مما قد تفعله الأجهزة". ليزا جولدشتاين، الصحفية المستقلة التي ولدت صماء، قامت باختبار المنتج نيابة عن الأشخاص ذوي الإعاقة ونشرت مراجعة في 6 أغسطس 2013. في مراجعة لها، ذكرت غولدشتاين أن Google Glass لا تستوعب أجهزة السمع، وغير مناسبة للأشخاص الذين لا يفهمون ولايستجيبون للكلام. أوضحت جولدشتاين أيضاً الخيارات المحدودة لدعم العملاء، لأن الاتصال الهاتفي هو وسيلة الاتصال الوحيدة في هذا المنتج.
في ديسمبر 2013، أصبح David Datuna أول فنان يدمج Google Glass في عمل فني معاصر. تم عرض العمل الفني لأول مرة في حدث خاص في (The New World Symphony) في شاطئ ميامي، بفلوريدا، الولايات المتحدة، وتم نقله إلى منطقة ميامي (Miami Design) لأول مرة. استخدم أكثر من 1500 شخص Google Glass لتجربة (Datuna Flag) الأمريكي من سلسلة «وجهة نظر المليارات».
بعد رد فعل سلبي من الجمهور، انتهى توفر Google Glass للبيع بالتجزئة في يناير 2015، وانتقلت الشركة إلى التركيز على العملاء من رجال الأعمال في عام 2017.

#### مخاوف الخصوصية
تمت مقارنة وظائف EyeTap ومظهرها البسيط بـ EyeTap لستيف مان،  المعروف أيضاً باسم "Glass" أو "Digital Eye Glass"، على الرغم من أن Google Glass عبارة عن "Generation-1 Glass" مقارنة بـ EyeTap ، والتي هي "Genetation-4 Glass". ووفقاً لستيف لمان، كلا الجهازين لها تأثير على كل من الخصوصية والسرية عن طريق إدخال المراقبة و sousveillance. أثارت العديد من المصادر مخاوف بشأن اقتحام الخصوصية، وآداب السلوك وأخلاقيات استخدام الجهاز في الأماكن العامة وتسجيل الأشخاص دون إذن منهم. هناك جدل بأن Google Glass ستنتهك حقوق الخصوصية بسبب مشاكل الأمان وغيرها.
يشعر المتخصصين في أمان ومعايير الخصوصية بالقلق من أن الأشخاص الذين يرتدون هذه النظارات قد يكونون قادرين على تحديد هوية الغرباء في الأماكن العامة باستخدام التعرف على الوجه، أو تسجيل المحادثات الخاصة بهم وإذاعتها بشكل خفي. نشرت بعض الشركات في الولايات المتحدة إشارات مضادة لـ Google Glass في مؤسساتها. في يوليو 2013، قبل الإصدار الرسمي للمنتج، تحايل «ستيفن بالإبان»، المؤسس المشارك لشركة البرامج Lambda Labs ، على خاصية تطبيق التعرف على الوجه من Google من خلال بناء نظام التشغيل الخاص به غير المعتمد من Google. ثم قام «بالإبان» بتركيب زجاجيات المسح الضوئي للوجه التي تخلق ملخصاً عن القواسم المشتركة بين الشخص الممسوح ضوئياً ومرتدي الزجاج، مثل الأصدقاء والاهتمامات المشتركة. بالإضافة إلى ذلك، أنشأ Michael DiGiovanni Winky برنامج يسمح لمستخدمين Google Glass بالتقاط صورة عن طريق غمزة العين، بينما اكتشف Marc Rogers ، الباحث الأمني الرئيسي في Lookout ، أنه يمكن اختطاف الصور في Google Glass إذا تم خداع المستخدم عن طريق التقاط الصور التي تحتوي على رموز خبيثة (QR Code).
أثيرت مخاوف أخرى فيما يتعلق بشرعية Google Glass في عدد من البلدان، لا سيما في روسيا وأوكرانيا ودول أخرى بعد الاتحاد السوفيتي. في فبراير 2013، لاحظ أحد مستخدمي + Google مشاكل قانونية مع Google Glass ونشرها في منتديات Google Glass حول المشاكل التي لاحظها، مشيراً إلى أن الجهاز قد يكون غير قانوني للاستخدام وفقاً للتشريع الحالي في روسيا وأوكرانيا، والذي يحظر استخدام أدوات التجسس التي يمكنها تسجيل الفيديو أو الصوت أو التقاط الصور بطريقة غير واضحة أو صريحة. أثيرت مخاوف أيضاً فيما يتعلق بخصوصية وأمن مستخدمي Google Glass في حالة سرقة الجهاز أو فقده، وهي مسألة أثارتها لجنة تابعة للكونجرس الأمريكي، كجزء من ردها على اللجنة الحكومية. ذكرت Google في أوائل شهر يوليو أنها تعمل على تطوير نظام منغلق وتعمل أيضاً على زيادة الوعي بقدرة المستخدمين على إعادة تعيين Google Glass عن بعد من واجهة الويب في حالة فقدان أو ضياع الجهاز. حظرت العديد من المنشآت استخدام Google Glass قبل صدوره وامتلاكه من قبل الموظفين والعامة، مشيرة إلى المخاوف بشأن إمكانات انتهاك الخصوصية المحتملة. حظرت منشآت أخرى، مثل كازينوهات لاس فيجاس، Google Glass ، مشيرة إلى رغبتها في الامتثال لقانون ولاية نيفادا ولوائح الألعاب العامة التي تحظر استخدام أجهزة التسجيل بالقرب من مناطق المقامرة.

#### اعتبارات السلامة
كما أثيرت مخاوف أمنية أخرى بشأن تشغيل المركبات أثناء ارتداء الجهاز. في 31 يوليو من عام 2013، تم الإبلاغ عن أن القيادة أثناء ارتداء Google Glass من المحتمل أن تكون محظورة في المملكة المتحدة، حيث تُعتبر قيادة بإهمال، وبالتالي تُعتبر جريمة ثابتة ورسمية، عقب قرار صادر من وزارة النقل. في الولايات المتحدة، قدم ممثل ولاية وست فرجينيا ، غاري ج. هاويل، تعديلاً في مارس 2013 لقانون الولاية ضد الرسائل النصية أثناء القيادة يتضمن حظراً على «استخدام جهاز حاسوبي يمكن ارتداؤه مع عرض مثبت على الرأس». في مقابلة، قال هويل، «الشيء الرئيسي هو الاهتمام بالسلامة، السماعة أو النظارة الرقمية وأجهزة الحاسوب القابلة للارتداء يمكنها عرض نص أو فيديو في مجال رؤيتك. لذلك، أعتقد أن هناك الكثير من الإلهاء مما يجلب الخطر».
في أكتوبر 2013، تم مخالفة سائق في كاليفورنيا بسبب "القيادة مع عرض مرئي للسائق (Google Glass)" بعد أن تم سحبه من قبل ضابط في شرطة سان دييغو. وبحسب ما ورد كان السائق هو الأول الذي يتم حجزه أثناء القيادة وهو يرتدي نظارات Google. بينما أشار القاضي إلى أن "Google Glass تقع ضمن" نطاق وهدف " الحظر المفروض على القيادة باستخدام جهاز عرض، فقد تم طرح القضية خارج المحكمة بسبب عدم وجود دليل على أن الجهاز كان يعمل في ذلك الوقت.

#### اعتبارات الوظيفة
تبدو معظم أجهزة AR اليوم ضخمة، ويمكن للتطبيقات مثل الملاحة، والأدلة السياحية والتسجيل، في الوقت الراهن أن تستنزف بطاريات النظارات الذكية في حوالي ساعة إلى أربع ساعات. قد يتم تحسين عمر البطارية باستخدام أنظمة العرض ذات الطاقة المنخفضة (كما هو الحال مع Vaunt)، وارتداء حزمة بطارية في مكان آخر من الجسم (مثل حزمة على شكل حزام أو قلادة ذكية مصاحبة).

## إنظر أيضاً
- عرض رأسي
- التقنية التي يمكن لباسها
- الذات الكمية
- العدسات اللاصقة الالكترونية

## قراءات أخرى
- أخبار البصريات والضوئيات - " استعراض تقنيات وتطبيقات الشاشات المثبتة على الرأس للإلكترونيات الاستهلاكية " بقلم جانيك رولاند وأوزان كاكماكي
- شركة جوجل. - " استعراض تقنيات وتطبيقات الشاشات المثبتة على الرأس للإلكترونيات الاستهلاكية " (بالإنجليزية)، بقلم بيرنارد كريس وتاد ستارنر (SPIE proc. # 8720، 31 مايو 2013)
- SPIE Newsroom - الجلسة العامة لـ Bernard Kress: تصميم الجيل التالي من شاشات العرض القابلة للارتداء (31 أغسطس 2015، غرفة أخبار SPIE)